# تپه تپچه (تپه حاجی قره)
تپه تپچه (تپه حاجی قره) مربوط به دوران‌های تاریخی پس از اسلام است و در شهرستان آق قلا، بخش مرکزی، روستای حاجی قره واقع شده و این اثر در تاریخ ۱۰ خرداد ۱۳۸۲ با شمارهٔ ثبت ۸۸۳۶ به‌عنوان یکی از آثار ملی ایران به ثبت رسیده است.